# Твердять
Тве́рдять — деревня в Сабском сельском поселении Волосовского района Ленинградской области.

## История
Впервые упоминается в Писцовой книге Водской пятины 1500 года как деревня Твердятино на реце на Лузе в Ястребинском Никольском погосте Копорского уезда.
На карте Ингерманландии А. И. Бергенгейма, составленной по шведским материалам 1676 года, она обозначена как деревня Turdetta.
Как деревня Твярдата  — на «Географическом чертеже Ижорской земли» Адриана Шонбека 1705 года.
Как деревня Твердят она упомянута на карте Ингерманландии А. Ростовцева 1727 года.
На карте Санкт-Петербургской губернии Я. Ф. Шмидта 1770 года обозначена как деревня Твердишы.
На карте Санкт-Петербургской губернии Ф. Ф. Шуберта 1834 года упоминается как деревня Твердять.

ТВЕРДЯТЬ — деревня принадлежит братьям Сахаровым, число жителей по ревизии: 46 м. п., 62 ж. п. (1838 год)

Деревня Твердять обозначена на карте профессора С. С. Куторги 1852 года.

ТВЕРДЯТИ — деревня ротмистра Сахарова, 10 вёрст по почтовой, а остальное по просёлочной дороге, число дворов — 13, число душ — 41 м. п. (1856 год)

ТВЕРДЯТЬ — деревня владельческая при реке Луга, число дворов — 17, число жителей: 59 м. п., 67 ж. п. (1862 год)

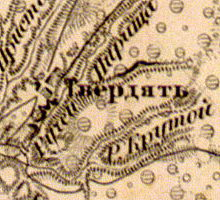
Деревня Твердять на карте 1863 года

В конце XIX — начале XX века деревня административно относилась к Редкинской волости 1-го стана Ямбургского уезда Санкт-Петербургской губернии.
С 1917 по 1927 год деревня Твердять входила в состав Твердятского сельсовета Редкинской волости Кингисеппского уезда.
Согласно данным переписи населения СССР 1926 года в деревне Твердять проживали 174 человека, все русские.
С февраля 1927 года в составе Молосковицкой волости. С августа 1927 года в составе Осьминского района.
По данным 1933 года деревня Твердять являлась административным центром Твердятского сельсовета Осьминского района, в который входили 3 населённых пункта: деревни Глубоко, Старица и Твердять, общей численностью населения 486 человек.
По данным 1936 года в состав Твердятского сельсовета входили 4 населённых пункта, 97 хозяйств и 4 колхоза, административным центром сельсовета было село Старицы.

Деревня Твердять на карте 1940 года

Согласно топографической карте РККА 1940 года деревня насчитывала 37 дворов. В деревне находилась пристань и паромная переправа.
Деревня была освобождена от немецко-фашистских оккупантов 5 февраля 1944 года.
С 1949 года в составе Старицкого сельсовета.
С 1954 года в составе Клескушского сельсовета.
С 1961 года в составе Волосовского района.
С 1963 года в составе Кингисеппского района.
С 1965 года вновь в составе Волосовского района. В 1965 году население деревни Твердять составляло 103 человека.
По данным 1966 года деревня Твердять также находилась в составе Клескушского сельсовета.
По данным 1973 и 1990 годов деревня Твердять входила в состав Хотнежского сельсовета Волосовского района.
В 1997 году в деревне Твердять проживали 20 человек, деревня относилась к Сабской волости, в 2002 году — 19 человек (русские — 95 %), в 2007 году — 10, в 2010 году — 7 человек.

## География
Деревня расположена в южной части района на автодороге Коряча — Старицы.
Расстояние до административного центра поселения — 36 км.
Расстояние до ближайшей железнодорожной станции Толмачёво — 48 км.
Деревня находится на правом берегу реки Луга в месте впадения в неё Перецкого ручья.

## Демография
| 1838 | 1862 | 1997 | 2002 | 2007 | 2010 | 2014 |
| ---- | ---- | ---- | ---- | ---- | ---- | ---- |
| 108  | ↗126 | ↘20  | ↘19  | ↘10  | ↘7   | ↘5   |
| 2017 |      |      |      |      |      |      |
| →5   |      |      |      |      |      |      |

### Национальный состав
Согласно данным Всероссийской переписи населения 2021 года в деревне проживали 14 человек, все русские.

## Улицы
Прибрежная.